# Omaha (Arkansas)
Omaha és una població dels Estats Units a l'estat d'Arkansas. Segons el cens del 2000 tenia 165 habitants.

## Demografia
Segons el cens del 2000, Omaha tenia 165 habitants, 66 habitatges, i 50 famílies. La densitat de població era de 159,3 habitants/km².
Dels 66 habitatges en un 37,9% hi vivien nens de menys de 18 anys, en un 53% hi vivien parelles casades, en un 19,7% dones solteres, i en un 24,2% no eren unitats familiars. En el 21,2% dels habitatges hi vivien persones soles el 9,1% de les quals corresponia a persones de 65 anys o més que vivien soles. El nombre mitjà de persones vivint en cada habitatge era de 2,5 i el nombre mitjà de persones que vivien en cada família era de 2,94.
Per edats la població es repartia de la següent manera: un 28,5% tenia menys de 18 anys, un 12,1% entre 18 i 24, un 23% entre 25 i 44, un 26,7% de 45 a 60 i un 9,7% 65 anys o més.
L'edat mediana era de 31 anys. Per cada 100 dones de 18 o més anys hi havia 93,4 homes.
La renda mediana per habitatge era de 18.000 $ i la renda mediana per família de 30.000 $. Els homes tenien una renda mediana de 22.188 $ mentre que les dones 16.042 $. La renda per capita de la població era de 12.636 $. Entorn del 32% de les famílies i el 31,3% de la població estaven per davall del llindar de pobresa.

## Poblacions més properes
El següent diagrama mostra les poblacions més properes.